# Gilles Pellerin (acteur)
Pour les articles homonymes, voir Gilles Pellerin.
Gilles Pellerin (né à Nicolet le 18 avril 1926  et mort à Montréal le 15 août 1977) est un acteur, humoriste et monologuiste québécois ayant travaillé sur scène, à la radio et à la télévision. 

## Biographie
Après des études au Séminaire de Nicolet, Gilles Pellerin commence sa carrière comme annonceur radio à Trois-Rivières pour, par la suite, devenir coanimateur avec Jacques Normand, au poste de radio CKVL de Montréal en 1946.
En effet, il intègre une émission radio déjà populaire à CKVL : La Parade de la chansonnette française. Cette émission, d'une durée de huit heures au cours de laquelle se relaient plusieurs animateurs est la locomotive de la station. D'autres jeunes animateurs se joignent à l'équipe animée par Jacques Normand : Roger Baulu, Jean-Maurice Bailly et Paul Berval. Par la suite, il anime une nouvelle émission radio nouveau genre (devant public) à CKVL, Le Fantôme au clavier (1947-1950), avec Jacques Normand et Billy Munro qui connaît un grand succès.  
Il développe alors une grande complicité avec Jacques Normand. Il doit sa première notoriété au statut de victime que Jacques Normand lui fait coller à la peau en le criblant de flèches humoristiques sur sa petite taille, sa maladresse et ses manières lourdaudes.   
Après avoir travaillé dans plusieurs cabarets montréalais à partir de la fin des années 1940, il développe rapidement ses propres monologues qui mettent souvent en premier plan les fameuses aventures de Rolland, souvent aux prises avec sa mère, l'ineffable « mère à Rolland ». Il présente pour la première fois son célèbre monologue de la « mère à Rolland » au cabaret montréalais Au Faisan Doré.   
Au début des années 1950, il se produit au Cabaret Saint-Germain-des-Prés pour, par la suite, devenir codirecteur des cabarets montréalais Le Continental et Les Trois Castors, avec son ami Jacques Normand.
En 1953, il devient coanimateur (avec Jacques Normand, Paul Berval et Lucille Dumont) d'une des premières émissions de variétés à la Télévision de Radio-Canada: Le Café des artistes. De 1955 à 1957, il partage la vedette avec Jacques Normand et Colette Bonheur dans une autre émission de variétés de la Télévision de Radio-Canada, Porte ouverte qui connaît un grand succès.
C'est l'époque la plus florissante de Gilles Pellerin. Il est alors un des humoristes les plus appréciés au Québec, non seulement dans les cabarets, mais également dans des émissions de variétés à la radio et à la télévision où il est souvent invité (ex.: il est un invité régulier de l'émission de télévision Music-hall). Il a un rôle dans le téléroman le plus populaire de cette décennie, La Famille Plouffe, et on enregistre plusieurs de ses monologues. Pellerin est considéré comme le premier grand monologuiste du Québec.
Il se présente au poste de député dans son comté natal de Nicolet-Yamaska aux élections fédérales de 1958 sous la bannière du Parti libéral du Canada. Le conservateur Paul Comtois gagne l'élection par 3000 voix. Ce sera sa seule expérience politique. 
La fin de la grande période des cabarets montréalais (début des années 1960) enlève à Gilles Pellerin une tribune où il excellait et ses présences médiatiques s'espacent même si on peut encore l'apprécier dans des séries télévisées comme Cré Basile, les Mont-Joye, Quelle famille! et La Petite Patrie. Jusqu'au milieu des années 1970, il continue d'être invité sur le panel d'émissions telles À la seconde et Le Travail à la chaîne.  À la radio, il anime au poste CKVL l'émission La ligne est occupée en compagnie de Clovis Dumont, dans la deuxième moitié des années 1960.
Gilles Pellerin meurt le 15 août 1977 à l'hôpital Santa Cabrini de Montréal à l'âge de 51 ans, lors d'une opération à cœur ouvert visant à juguler une déficience cardiaque. Son décès est éclipsé par celui d'Elvis Presley survenu le lendemain le 16 août 1977.

## Télévision et cinéma
- 1953 - 1955 : Le Café des artistes (TV) avec Gilles Pellerin, Jacques Normand  et Lucille Dumont.
- 1955 - 1957 : Porte ouverte (TV) avec Gilles Pellerin et Jacques Normand
- 1953 - 1959 : La Famille Plouffe (série télévisée) : Baptiste
- 1955 - 1957 : Porte ouverte (TV)
- 1957 - 1961 : La Pension Velder (série télévisée)
- 1961 : Sur le bout du banc (série télévisée)
- 1963 : Le Feu Sacré (série télévisée)
- 1965 - 1970 : Cré Basile (série télévisée) : Phaneuf
- 1966 : Once Upon a Prime Time
- 1969 - 1974 : Quelle famille! : Tancrède
- 1970 - 1975 : Mont-Joye (série télévisée) : Jules le cuisinier
- 1973 : Trois fois passera
- 1974 - 1976 : La Petite Patrie  (série télévisée) : Monsieur Gloutnez (l'embaumeur)
- 1974 : La Pomme, la Queue et les Pépins de Claude Fournier
- 1974 : C'est jeune et ça sait tout!
- 1975 : Tout feu, tout femme   : Albert
- 1976 - 1977 : Quinze ans plus tard (série télévisée) : Pierrot Picotte

## Discographie
- Gilles Pellerin en spectacle chez Fernand Gignac, Disque Alouette AR 902, 1969